# 高雄地下街

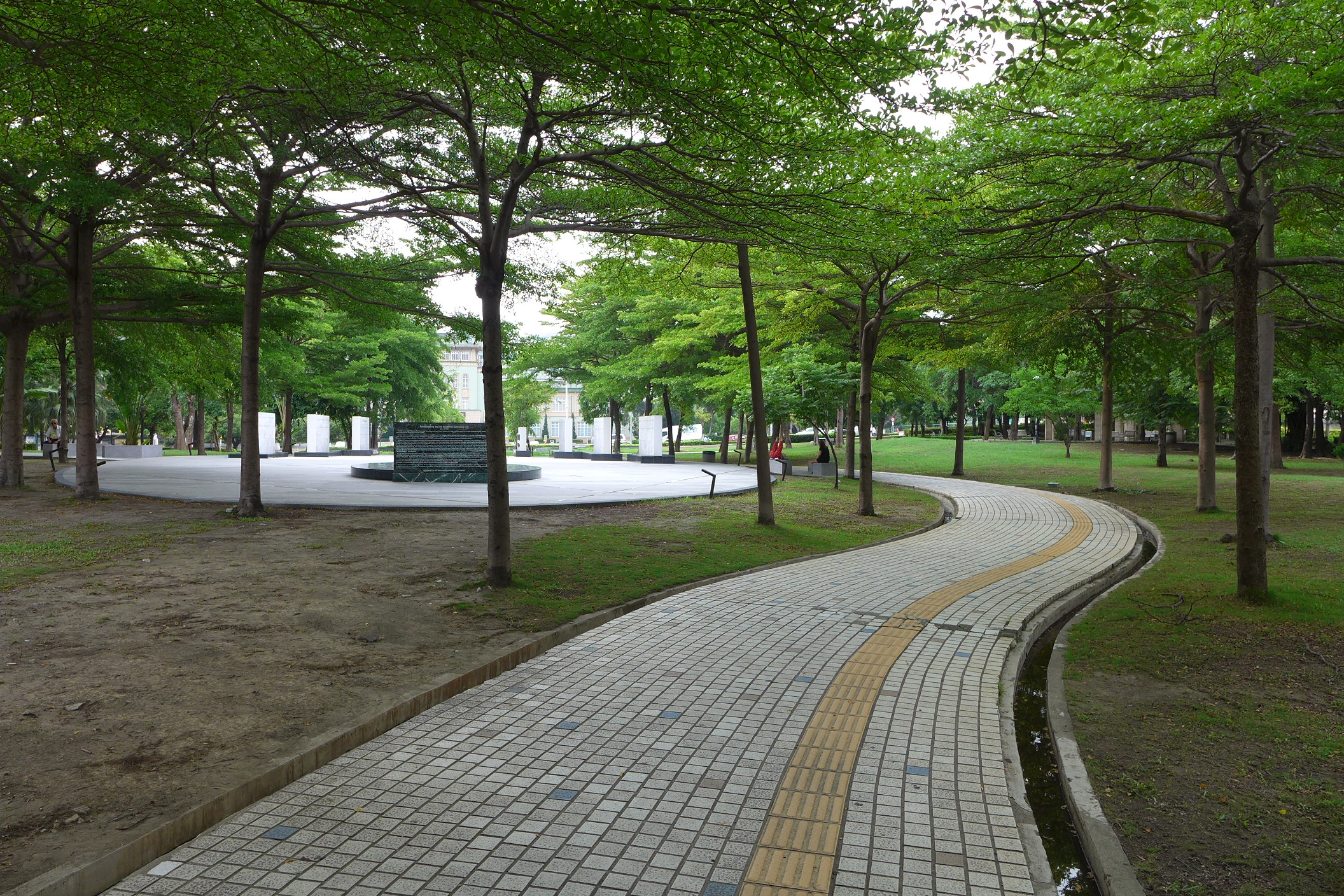
高雄地下街現址為高雄市二二八和平紀念公園，遠方建築為高雄市立歷史博物館

高雄地下街，是一座曾位於高雄市鹽埕區中正四路與愛河交會處（舊高雄市政府對面）的地下商場，上方作為中式庭園-仁愛公園，臨近鹽埕商園，佔地11,206坪、1978年開放，是臺灣首座大型地下街商場。
1989年12月18日，高雄地下街在一場火災中燒毀後荒廢。1995年高雄市政府決議回填地下街，1998年3月8日仁愛公園（今高雄市二二八和平公園）重新啟用。

## 歷史
高雄地下街所在地於清雍正年間為瀨南鹽場。日治初期，此地是杉原產業豆餅工廠。二戰後變更為高雄市十三號公園預定地。1949年改為體育場，為高雄市第一個體育場。
地下街開發計畫，於1973年由時任高雄市市長王玉雲提出。他建議興建一個大型地下商場，在上方則是建構一個中國園林式的公園，名為仁愛公園。
1978年10月10日，第一層賣場開始對外營運，多家廠商進駐。經營項目包括綜合百貨商店、超級市場、書城、大型遊藝場、電影院、歌劇院、餐廳、展覽館、兒童遊藝場、保齡球館、溜冰場、冰宮。其上的仁愛公園則在1979年3月29日革命先烈紀念日對外開放。高雄市政府曾在1987年3月實施全面性調查，當時的地下街共有358家商號。
在進行地下街第三層開發時，工程遭遇困難。因臨近愛河，地質鬆軟，工程造成地下水大量滲出，無法控制，連帶使第二層地板龜裂，整個地下街結構出現問題。1988年2月，在市長蘇南成任內，地下街的安全鑑定報告公布，建議地下街完全停用。高雄市政府曾三次公告地下街停止使用，但是商家仍然繼續在此經營。1989年12月18日，發生大火，整個地下街被燒毀
，地面的仁愛公園塌陷。進駐的廠商求償無門，高雄市政府長期擱置處理重建計畫。
1994年，民間成立「文化愛河促進會」，呼籲回填地下街，擴建仁愛公園至愛河沿岸。

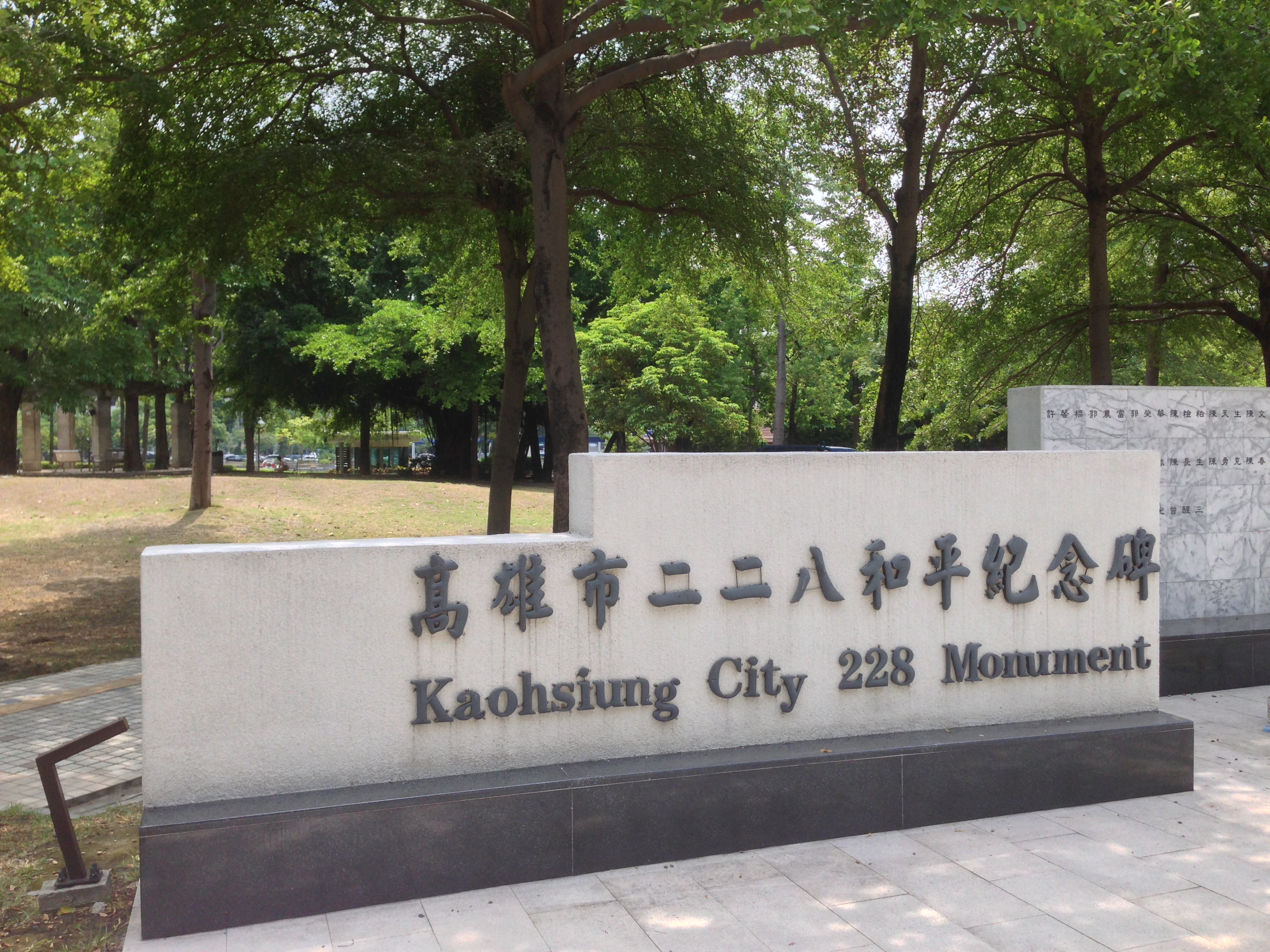
高雄市二二八和平紀念碑

1995年，市長吳敦義任內，在鹽埕區部分里長的要求下，吳敦義下令委請具國際知名度的顧問公司重新規畫仁愛公園，朝國際化的風格努力；「歐式宮廷花園」成為市府要求的規畫方向。1998年3月8日，仁愛公園落成啟用。2006年11月20日，仁愛公園更名為高雄市二二八和平紀念公園，公園內「高雄市二二八和平紀念碑」落成啟用。